# Werbeln
Werbeln est un ortsteil de  Wadgassen en Sarre.

## Lieux et monuments

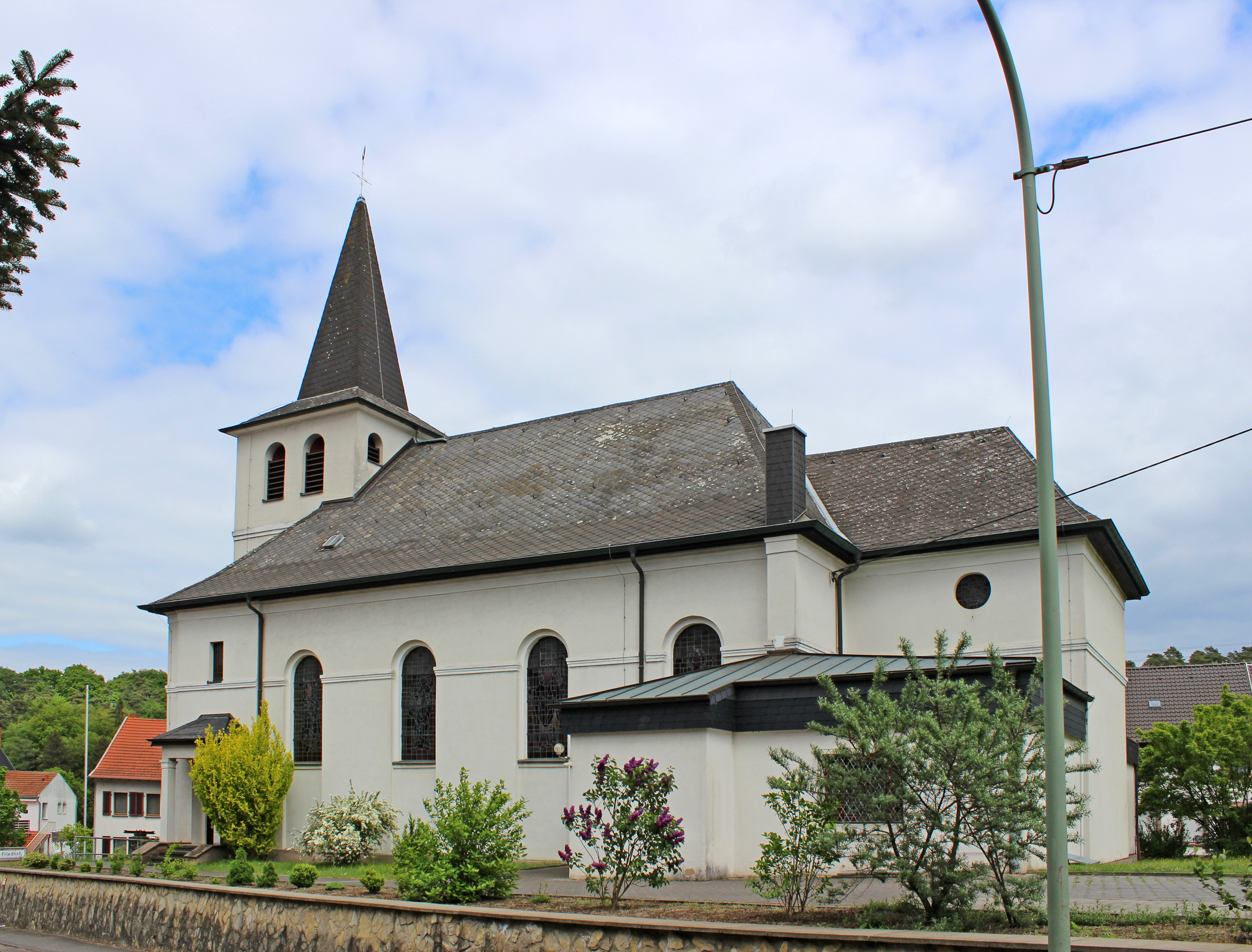
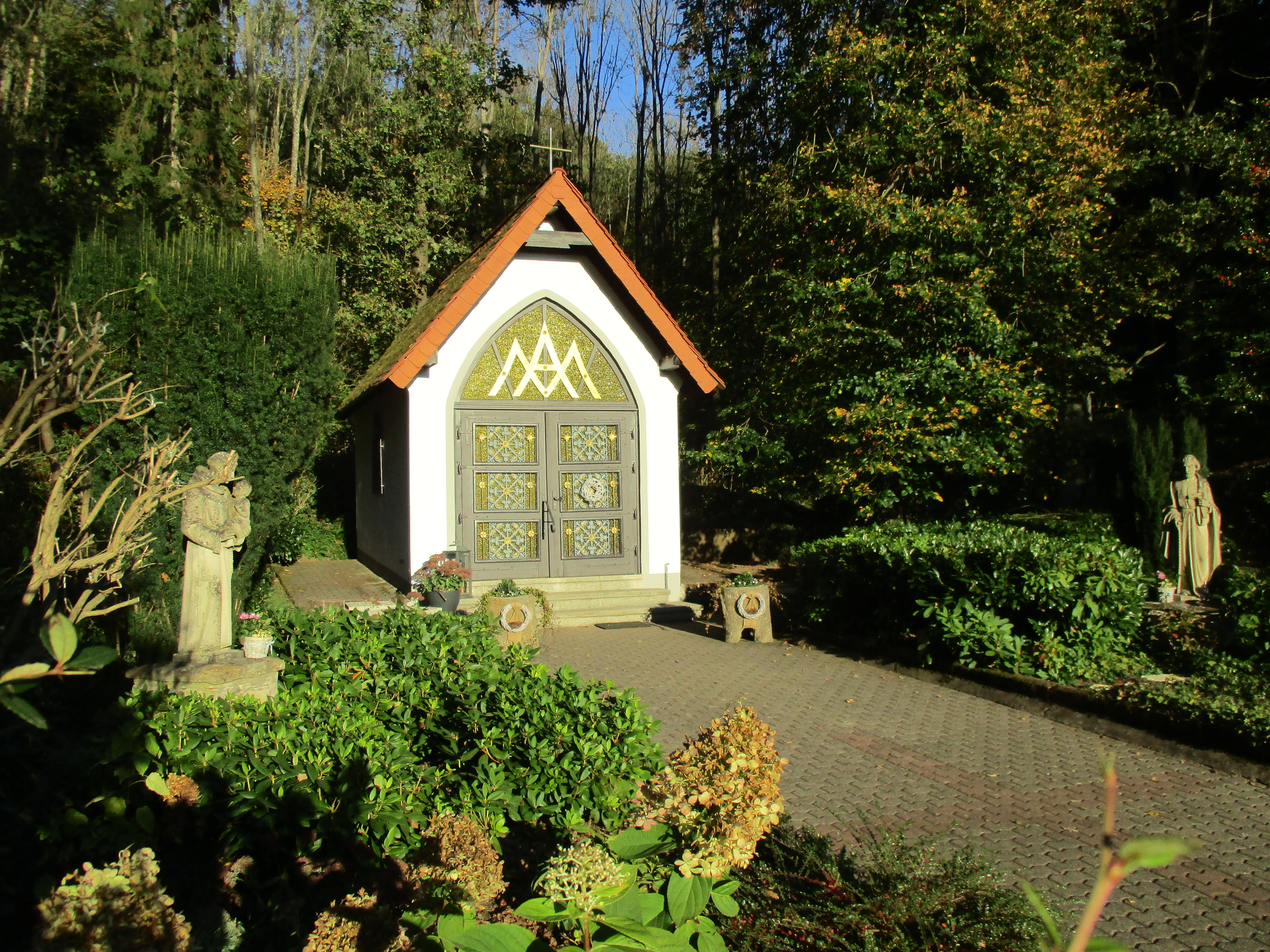
Chapelle de la Vierge